# NGC 3824
NGC 3824 је спирална галаксија у сазвежђу Велики медвед која се налази на NGC листи објеката дубоког неба.
Деклинација објекта је + 52° 46' 48" а ректасцензија 11h 42m 44,8s. Привидна величина (магнитуда) објекта NGC 3824 износи 13,6 а фотографска магнитуда 14,5. NGC 3824 је још познат и под ознакама UGC 6676, MCG 9-19-161, CGCG 268-73, IRAS 11400+5303, PGC 36370.